# Medeia (Eurípides)
Medeia (em grego, Μηδεια, “a bem aconselhada” – Mēdeia, na transliteração) é uma tragédia grega de Eurípides, datada de 431 a.C. 
Nela foi apresentado o retrato psicológico de uma mulher carregada de amor e ódio a um só tempo. Medeia representa um novo tipo de personagem na tragédia grega, como esposa repudiada e estrangeira perseguida, ela se rebela contra o mundo que a rodeia, rejeitando conformismo tradicional. Tomada de fúria terrível, mata os filhos que teve com o marido, para vingar-se dele e automodificar-se. É vista como uma das figuras femininas mais impressionantes da dramaturgia universal.
A Medeia foi apresentada nas Grandes Dionísias de 431 a.C. juntamente com mais duas tragédias e um drama satírico que se perderam. Não era a primeira peça de Eurípides, mas é talvez a mais antiga das tragédias dele que conservaram até ao presente.
Considerada chocante para os seus contemporâneos, Medeia foi a última das peças apresentadas no festival Dionísico de 431 a.C. Não obstante, a peça continuou a fazer parte do repertório teatral de tragédias e experimentou um interesse renovado com o surgimento do movimento feminista, atendendo ao tema da decisão de uma mulher, Medeia, sobre a sua própria vida num mundo dominado pelos homens. A peça manteve-se como a tragédia grega mais frequentemente encenada ao longo do século XX.

## Produção e inovações estilísticas
Medeia teve a primeira encenação em 431 a.C. no festival de Dionísio. Neste festival, todos os anos, três dramaturgos competiam entre si, cada um escrevendo uma tetralogia, tendo Eurípides apresentado além de Medeia três peças que se perderam: as tragédias Filotetes e Díctis e a sátira Theristai. Em 431 a.C., a competição foi entre Eufórion (o filho do famoso dramaturgo Ésquilo), Sófocles (o principal rival de Eurípides) e Eurípides. Eufórion ganhou, e Eurípides foi o último classificado.
A forma da peça difere de muitas outras tragédias gregas pela sua simplicidade: todas as cenas envolvem apenas dois atores, Medeia e outra pessoa. Estes encontros servem para destacar o talento e a determinação de Medeia em manipular poderosas figuras masculinas para atingir os seus próprios fins. A peça é também a única tragédia grega em que um assassino de familiares fica impune no final e o único sobre o assassínio de crianças em que a acção é executada a sangue frio e não em estado de insanidade temporária.

## Resumo
Medeia centra-se na vontade de vingança de uma esposa contra o marido infiel. A história passa-se em Corinto algum tempo depois da expedição dos Argonautas comandados por Jasão para reconquistar o Tosão de Ouro, durante a qual ele conheceu Medeia. A peça começa com Medeia enraivecida com Jasão por este se casar com Glauce, filha de Creonte (rei de Corinto). A Ama, ouvindo a angústia de Medeia, teme o que ela poderá fazer a si mesma ou aos seus filhos.
Creonte, antecipando a ira de Medeia, chega e revela a sua decisão de mandá-la para o exílio. Medeia implora o adiamento por um dia da expulsão, acabando Creonte por concordar. A seguir Jasão chega para explicar e justificar a sua aparente traição. Ele explica que não podia deixar perder a oportunidade de casar com uma princesa, sendo Medeia apenas uma mulher bárbara, mas espera um dia juntar as duas famílias e manter Medeia como sua amante. Medeia e o Coro das mulheres coríntias, não acreditam nele. Ela lembra-lhe que ela deixou o seu próprio povo por ele ("Eu sou a mãe dos teus filhos. Para onde posso fugir, uma vez que toda a Grécia odeia os bárbaros?"), e que ela o salvou e matou o dragão. Jasão promete apoiá-la após seu novo casamento, mas Medeia rejeita-o: "Celebra as tuas núpcias. Que ainda pode ser que, com o auxílio do deus, se diga que casarás de maneira a chorares o casamento."
A seguir Medeia encontra Egeu, rei de Atenas. Ele revela que apesar de casado ainda não tem filhos e que visitou o oráculo de Delfos para obter solução. Medeia conta-lhe a sua situação e implora a Egeu que a deixe ir para Atenas, que ela o ajudará a acabar com a sua infertilidade. Egeu, inconsciente do plano de vingança de Medeia, concorda. 
Medeia, em seguida, fixada na ideia de assassinar Glauce e Creonte, decide envenenar alguns mantos (uma herança de família e presente do Deus do Sol Helios de quem ela é descendente) e uma coroa dourada, na esperança de que a noiva não seja capaz de resistir a usá-los e, consequentemente, ser envenenada. Medeia decide também matar os seus próprios filhos, não porque as crianças tenham feito algo de mal, mas porque sente que é a melhor forma de magoar Jasão. Ela pede a visita de Jasão mais uma vez e maliciosamente pede-lhe desculpa por contrariar a decisão dele de casar com Glauce. Quando Jasão parece convencido do arrependimento dela, Medeia convence Jasão a permitir que ela dê as vestes a Glauce na esperança de que Glauce interceda junto de Creonte para que este não obrigue os filhos ao exílio. Jasão acaba por concordar e permite que os seus filhos sejam portadores e entreguem a Glauce de presente as vestes e a coroa envenenadas.
A seguir, um mensageiro conta as mortes de Glauce e de Creonte. Quando as crianças chegaram com as vestes e a coroa, de imediato Glauce as vestiu alegremente e foi procurar o pai dela. Os venenos fizeram logo efeito e Glauce cai no chão, morrendo rapidamente. Creonte tomou-a firmemente a tentar salvá-la, mas ao entrar em contacto com as vestes e a coroa envenenadas sucumbe também.

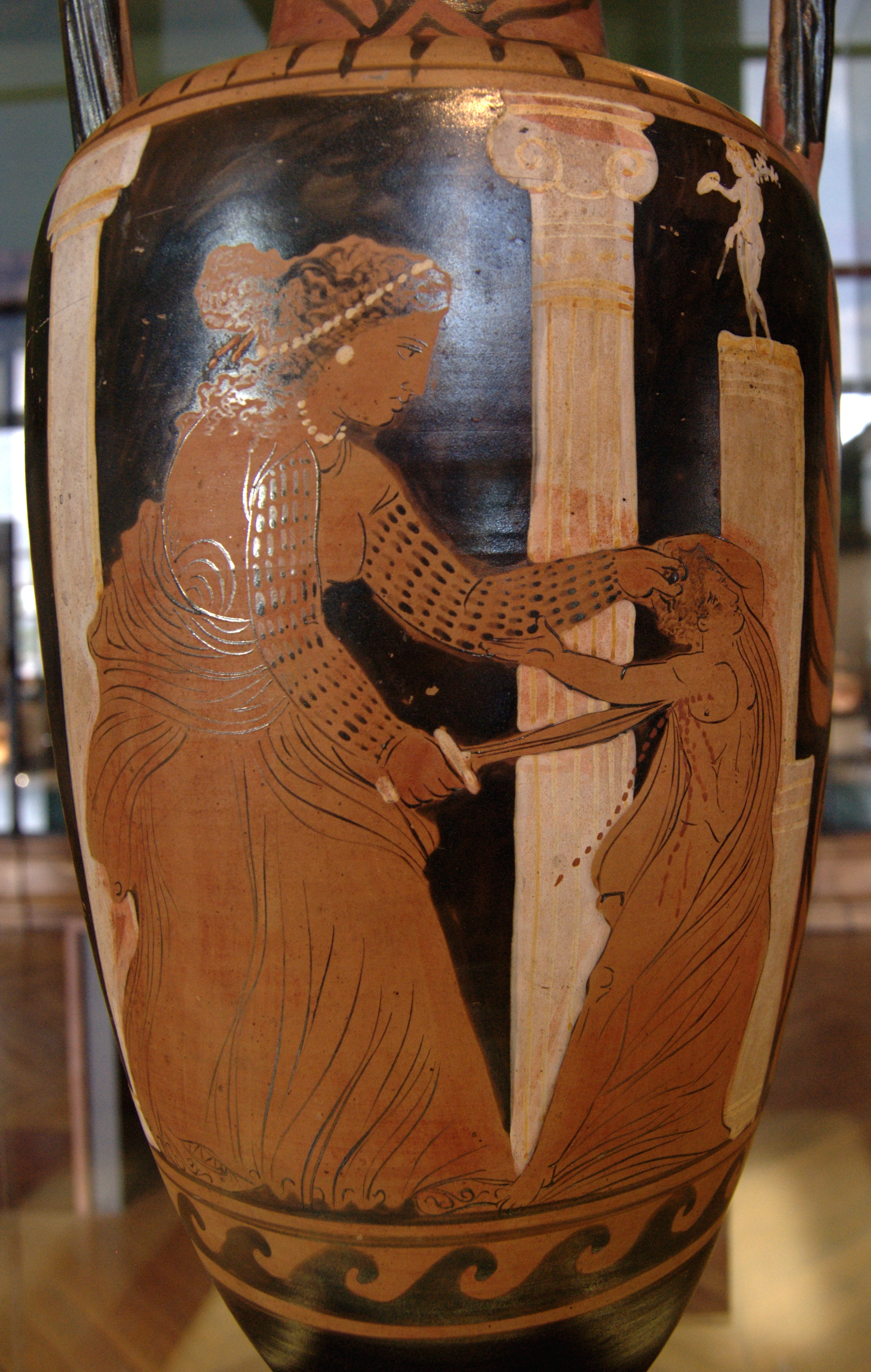
Medeia mata um filho, ânfora campanil pintada, c. 330 a.C., Louvre, (K 300)

Enquanto se regozija com o sucedido, Medeia decide dar um passo em frente. Desde que Jasão a envergonhou para tentar começar uma nova família, Medeia resolve destruir a anterior família dele, matando os próprios filhos. Medeia hesita por momentos, quando considera a dor que as mortes dos seus filhos lhe causará. No entanto, ela mantem a sua determinação de causar a Jasão a maior dor possível e sai do palco com uma faca para matar seus filhos. Enquanto o Coro lamenta a decisão dela, ouvem-se as crianças a gritar. Jasão regressa para confrontar Medeia sobre o assassínio de Creonte e Glauce e rapidamente descobre que os seus filhos foram mortos também.
Então Medeia aparece acima do palco com os corpos de seus filhos na carruagem do Deus Sol Hélios. Quando a peça foi realizada, nesta cena utilizaram o mecanismo "mechane" normalmente reservado para a colocacao em cena de um deus ou uma deusa. Medeia confronta Jasão, divertindo-se com a sua dor por ser incapaz de pegar nos seus filhos de novo.
Medeia foge para Atenas, sendo o Coro que remata a peça expressando a concretizacão da vontade dos deuses no sucedido:
 De muita coisa é Zeus no Olimpo o Senhor!
e muita coisa os deuses fazem sem se contar.
Vimos o que se esperava não se realizar.
P'ra o que não se sabia o deus achar caminho;
Assim vistes o drama terminar

## Temas
A caracterização de Medeia por Eurípides apresenta as profundas emoções da paixão, do amor e da vingança. Medeia é amplamente lida como um texto proto-feminista, na medida em que com simpatia explora as desvantagens de ser uma mulher numa sociedade patriarcal, embora tenha também sido interpretada como uma expressão de atitudes misóginas. Em conflito com este tom de simpatia (ou reforçando uma leitura mais negativa) está a identidade bárbara de Medeia, que iria hostilizar um público grego do século V a.C..

## Inovação euripidiana e reacção
Embora a peça seja considerada uma das grandes peças de teatro clássicas do ocidente, o público ateniense não reagiu muito favoravelmente e concedeu-lhe apenas o terceiro prémio no festival de Dionísio em 431 a.C.. Uma possível explicação pode ser encontrada num escólio de manuscrito da peça, que afirma que tradicionalmente os filhos de Medeia eram mortos pelos coríntios após a fuga dela; A aparente invenção por Eurípides do filicídio de Medeia pode ter ofendido o seu público tal como aconteceu com o seu primeiro tratamento do mito de Hipólito.
No século IV a.C., a cerâmica de figuras vermelhas do sul italiano engloba uma série de representações de Medeia que estão relacionadas com a peça de Eurípides — sendo a mais famosa um vaso de Munique. No entanto, essas representações diferem sempre consideravelmente das cenas da peça, ou são demasiado genéricas para suportar qualquer ligação directa com a peça de Eurípedes – isto pode refletir a apreciação sobre a peça. No entanto, o carácter violento e poderoso da princesa Medeia e sua dupla natureza — amorosa e destrutiva — tornou-se um padrão para os períodos posteriores da antiguidade e parece ter inspirado inúmeras adaptações, assim se tornando um cânone para as classes letradas.
Com a redescoberta do texto pelo teatro da Roma Augusta (a peça foi adaptada pelos dramaturgos Quinto Ênio, Lúcio Ácio, Ovídio, Sêneca, o jovem e Hosídio Geta, entre outros), e depois na Europa do século XVI e à luz da crítica literária moderna do século XX,  Medeia tem provocado reações diferentes dos variados críticos e escritores que tentaram interpretar as reacções da sua sociedade à luz dos pressupostos genéricos do passado, proporcionando uma nova interpretação aos seus temas universais de vingança e justiça numa sociedade injusta.

## Traduções
Das traduções do grego para o português, citam-se as brasileiras de Flávio Ribeiro de Oliveira e de J. A. A. Torrano (ambas em verso), e as portuguesas de Maria Helena da Rocha Pereira e de Cabral do Nascimento (em prosa).
- EURÍPIDES. Medeia. Trad. Cabral do Nascimento. Lisboa: Inquérito, 1983;
- EURÍPIDES. Medéia. Trad. J. A. A. Torrano. São Paulo: HUCITEC, 1991;
- EURÍPIDES. Medeia. Trad. Maria Helena da Rocha Pereira. Coimbra: INIC, 1991;
- EURÍPIDES. Medéia. Trad. Flávio Ribeiro de Oliveira. São Paulo: Odysseus, 2007.

## Produções e adaptações modernas

### Teatro
- Fernanda Lapa adaptou e encenou Medeia no Teatro D. Maria II em 2006 [13]
- Andreia Garavello encenou "Medeia" em Belo Horizonte(MG) e levou a montagem para a Grécia

em 2012.

### Filmes
- Pier Paolo Pasolini adaptou a peça a filme em 1969 interpretado por Maria Callas no papel de Medeia.[14]
- Arturo Ripstein, realizador mexicano, adaptou o enredo ao seu filme de 2000 Así es la vida[15]

### Televisão
- Lars von Trier dirigiu uma versão para televisão em 1988.[16]
- Theo van Gogh dirigiu uma versão em mini-série que foi para o ar em 2005, o ano a seguir ao seu assassinato.[17]